# Dark Angel (음반)
《Dark Angel》은 대한민국의 가수 이효리의 두 번째 정규 음반으로, 2006년 2월 9일 발매되었다. 총 13곡의 트랙으로 구성되어 있고, 전체 러닝타임은 46분 42초다.

## 설명
- 《STYLISH...E hyOlee》로부터 정규앨범은 2년 6개월 만에 발매하였다.
- 타이틀곡 ‘Get Ya'’는 표절 시비에 휩싸였다. 이로 인해 이효리는 활동을 임시 중단하였다.
- 1만장 홀로그램 한정반을 만들었다. 홀로그램 한정반에는 자켓 앞 뒤가 홀로그램화되어있다.
- 발매 전 자켓사진 세 컷이 스타일리스트 미니홈페이지에 잠시 공개된 적이 있다.
- 이효리가 핑클때부터 함께한 DSP 엔터테인먼트에서 발매한 마지막 앨범이다.
- 이효리의 앨범이 처음으로 유통사가 대영AV가 아닌 CJ미디어에서 유통을 맡았다.
- 앨범 발매 이후 하루 뒤, 같은 핑클 멤버 옥주현의 회사 ‘EVER’에서 발매기자회견을 열었다.

## 보도자료
- 무엇을 하든 신드롬을 불러 일으켰던 그녀가 지난 1집 후, 3년여의 공백을 깨고 2집 《Dark Angel》을 들고 돌아왔다. 어느덧 데뷔 8년차에 접어드는 시간 만큼이나 자신만의 음악적 취향을 누구보다 잘 아는 그녀이기에 어느 음악이던지 듣는 이로 하여금 그녀의 색이 배어남을 느낄 수 있을 정도로 자신만의 느낌이 담긴 앨범을 만들기 위해 노력했으며, 대중들의 취향과 부합하여 어느 때보다 모두가 함께 즐길 수 있는 음악들로 이번 앨범을 채웠다. 트렌드세터로의 이효리 본인의 느낌을 잘 나타내어주듯 그녀만의 느낌이 강한 트랙들로 가득 채워진 이 앨범은 세련된 느낌의 Pop댄스와 Crunk&B, R&B, 힙합등 다양한 장르가 수록되어 있으며, 1집 앨범의 ‘10 MINUTES’ 과 ´Hey Girl´ 을 작곡하여 히트 메이커로 떠오른 김도현이 총 프로듀서로 참여, 이효리와 공동 프로듀싱을 하였다. 김도현을 비롯하여, Mad soul child, 윤영준, 최갑원, 윤사라등 많은 아티스트들이 앨범을 빛내주었으며, 이효리 본인 역시 작사 및 여러 음반진행에 참여해 자신만의 느낌을 잘 표현해낼 수 있도록 노력하였다.
- 총 13트랙으로 구성된 《Dark Angel》의 타이틀 ‘Get Ya'’는 이효리의 음악적 취향이 가장 잘 녹아나는 곡이다. 녹음 당시부터 타이틀 곡 후보로 내정될 정도로 이효리를 포함하여 관계자들의 반응이 좋았던 곡인만큼 한번 곡을 접하면 잊혀지지 않는 중독성이 강한 곡이다. 크로스오버적인 요소가 섞인 트렌드적인 Pop 댄스곡이며, 앨범을 가장 잘 나타내어주고 있는 곡이기도 하다. 빠른 비트와 기타 그리고 독특한 간주들은 어디에서도 접해보지 못한 이효리 음악만의 느낌을 준다. 또한 파격적인 이 곡의 안무는 외국가수 Destiny′s Child, Ciara 등의 안무를 맡았던 실력파 안무가 ´트위티´ 가 한국을 내한하여 직접 구성하여 주었다.
- 이효리라는 네이밍에 치우쳐 소홀 할 수 있었던 음악적인 부분에서 완성도 높은 곡을 선보이기 위해 노력의 노력을 거듭하며, 오랜 시간 작업하여 선보이는 2집 《Dark Angel》. 음악적인 부분뿐 아니라 앨범 모든면에도 상당 부분 노력한 흔적이 톡톡히 엿보이는, 아주 기대되는 앨범이다.

## 수록곡
1. Get Ya'
  - 작사 : 메이비 / 작곡 : 김도현 / 편곡 : 김도현
2. 깊이
  - 작사 : 윤사라 / 작곡 : 매드 소울 차일드 / 편곡 : 매드 소울 차일드 / Feat. 서정환
3. Straight Up
  - 작사 : 메이비 / 작곡 : / 편곡 :
4. Dark Angel
  - 작사 : 메이비 / 작곡 : 김도현 / 편곡 : 김도현
5. Dear Boy
  - 작사 : 이동수, 한상원 / 작곡 : 한상원 / 편곡 : 한상원
6. 겨울시선
  - 작사 : 윤경 / 작곡 : 이병준 / 편곡 : 이병준
7. Closer
  - 작사 : 이효리 / 작곡 : DMA / 편곡 : DMA
8. 훔쳐보기 (M.A.R.S remix)
  - 작사 : 임성은 / 작곡 : 신인수 / 편곡 : 김도현 / Feat. Sunny (Shyne)
9. Shall We Dance?
  - 작사 : 메이비 / 작곡 : 김도현 / 편곡 : 김도현 / Feat. David
10. 노예
  - 작사, 작곡, 편곡 : E-TRIBE
11. E.M.M.M (Eenie, Meenie, Minie, Moe)
  - 작사 : 이효리 / 작곡 : 이그나이트 / 편곡 : 이그나이트
12. 2 Faces
  - 작사 : 이병준 / 작곡 : 이병준 / 편곡 : 김도현, 이병준 / Feat. A.N.D.
13. 마지막 인사
  - 작사 : 윤영준 / 랩 작사 : 윤영준 / 작곡 : 윤영준

## 뮤직비디오

### Get Ya'
- 2006년 2월 15일 공개되었다.

## 방송활동

### 이효리 스태프
- 《Dark Angel》 활동 기간의 스태프는 아래와 같다.
  - 매니저 : 길종화, 윤흥관, 이근섭
  - 스타일리스트 : 런던프라이드 (정보윤, 오미야, 김유란)
  - 안무 : 위너스(WINNERS)

### 컴백무대
- 2006년 2월 12일 일요일, SBS 인기가요에서 첫 컴백무대를 열었다.
- ‘Dark Angel’‘Get Ya'’‘깊이’를 불렀다.
- ‘깊이’무대에서는 서정환이 랩을 해 주었다.